# یواس‌اس فرانکلین (۱۸۱۵)

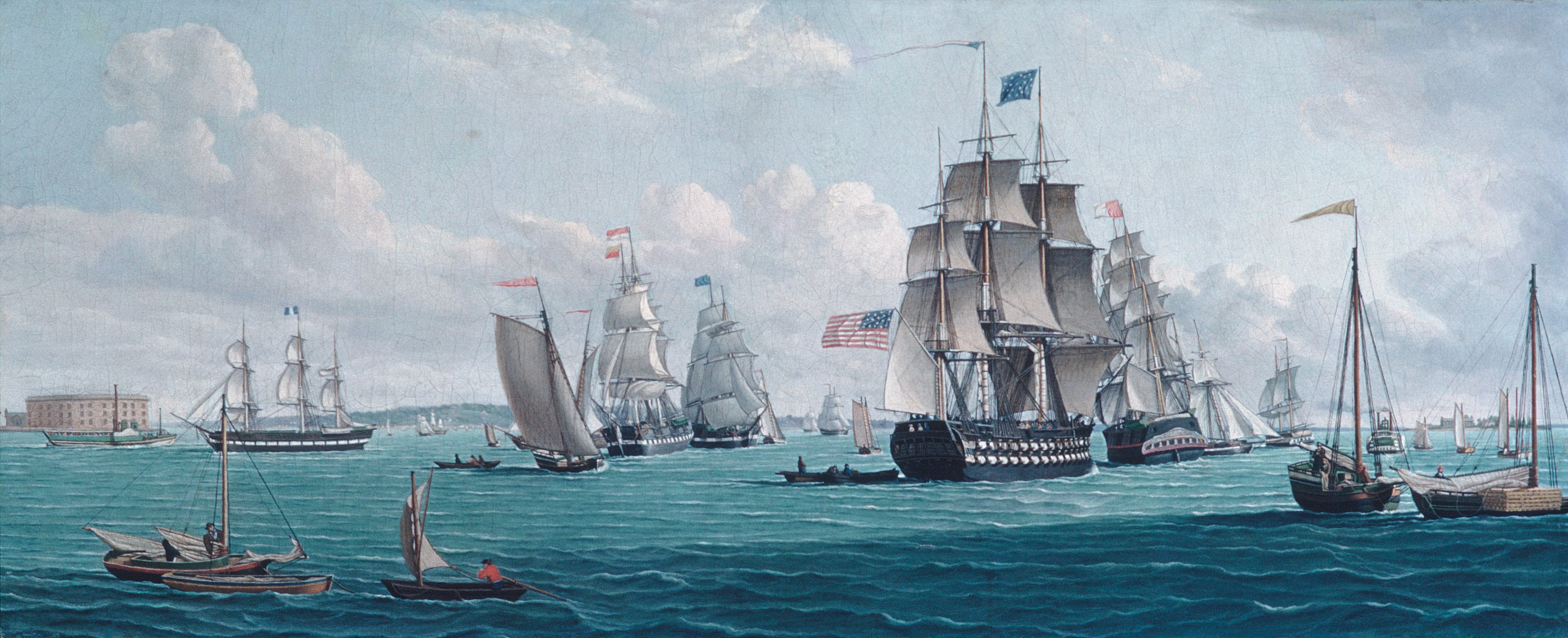
USS FRAKLIN 1815

یواس‌اس فرانکلین (۱۸۱۵) (به انگلیسی: USS Franklin (1815)) یک کشتی بود که طول آن ۱۹۰ فوت ۹ اینچ (۵۸٫۱۴ متر) بود. این کشتی در سال ۱۸۱۵ ساخته شد.